# Blauwkeeltje
Het blauwkeeltje (Helicolenus dactylopterus) is een straalvinnige vis uit het geslacht Helicolenus, orde schorpioenvisachtigen (Scorpaeniformes).

## Beschrijving
Een volwassen vis is gemiddeld 25 centimeter, maar kan een lengte bereiken van 46 centimeter en kan maximaal 43 jaar oud worden. De rugvin heeft 9 -12 stekels en 12-13 vinstralen en de aarsvin heeft drie stekels en 4-5 vinstralen. De vis is giftig.
De vis is op de flanken rood gekleurd en heeft een donkere vlek op de kieuwdeksel. De binnenkant van de bek is donkerblauw, wat de naam verklaart.

## Leefgebied
De soort komt voor in de Atlantische Oceaan en de Noordzee. Er zijn twee vangsten uit de Nederlandse kustwateren uit 1938 en 1941.

## Leefwijze
Het blauwkeeltje is een zoutwatervis die voorkomt op de randen van het Europese continentaal plat op een diepte tussen de 200 en 800 meter. Het dieet van de vis bestaat hoofdzakelijk uit macrofauna en vis.